# Cuviera letestui
Cuviera letestui är en måreväxtart som beskrevs av François Pellegrin. Cuviera letestui ingår i släktet Cuviera och familjen måreväxter. Inga underarter finns listade i Catalogue of Life.